# الفيلق الجبلي الحادي والعشرون (الفيرماخت)
 كان فيلق الجبل الحادي والعشرون تشكيلًا عسكريًا ألمانيًا في الحرب العالمية الثانية.
في بداية نوفمبر 1944، انسحب الفيلق الحادي والعشرون من ألبانيا إلى بودغوريتشا في الجبل الأسود.  في منتصف نوفمبر، حاولوا اختراق دانيلوفغراد ونيكسيتش نحو سراييفو، لكن القوات الشيوعية اليوغوسلافية المدعومة ببطاريتين مدفعيتين بريطانيتين، أطلق عليهما اسم Floydforce، أوقفتهما بعد عشرة أيام من القتال.  في نهاية نوفمبر 1944، كان عليهم أن يتراجعوا عبر طريق أطول بكثير، عبر Kolašin وPrijepolje وVišegrad. 

## القادة
- بول بدر (25 أغسطس 1943 - 10 أكتوبر 1943)
- جوستاف فن (10 أكتوبر 1943-20 يوليو 1944)
- إرنست فون ليسر (20 يوليو 1944 - 29 أبريل 1945) [2]
- Hartwig von Ludwiger (29 أبريل 1945 - 8 مايو 1945)

تم تقديم Hartwig von Ludwiger للمحاكمة بعد الحرب العالمية الثانية وشنق في عام 1947.